# Athletes semialba
Athletes semialba är en fjärilsart som beskrevs av L.Sonthonnax 1904. Athletes semialba ingår i släktet Athletes och familjen påfågelsspinnare. Inga underarter finns listade i Catalogue of Life.